# 沢田秀男
沢田 秀男（さわだ ひでお、1933年（昭和8年）7月18日 - ）は、日本の政治家。元神奈川県横須賀市長（3期）。

## 来歴
神奈川県座間市生まれ。神奈川県立湘南高等学校を経て、東京大学法学部卒。1957年自治庁（のち自治省、現・総務省）に入る。広島市助役、自治省総務課長、国土庁審議官、同地方振興局長などを歴任し、1988年横須賀市助役となる。1993年横須賀市長に当選。3期務める。
市長在職中の1996年に「よこすか情報フロンティアプラン」を策定し、入札制度改革を断行。条件付き一般競争入札を導入した。さらに指名入札を全廃し、業者に指名条件として与えていた格付けを廃し、経営や技術力の客観的事項だけを見る経営審査事項総合評点を参加条件とし、過去の業績など行政側の主観的評価を一切含めない、「行政の恣意」を入札の場から排除した。これによって新規の業者でも入札に参加できるようになった。こうした制度改革により、1999年からは業者が来庁や集合することなく入札できるよう、業務改革を実施した。入札案件をホームページで公開し、入札参加申請書のファックスによる受付を可能にし、現場説明会を廃止、郵便による入札書の受付、開札立会人を3社に限定、開札結果のホームページ公開など、談合が成立しにくい環境を整備した。この結果、入札参加業者は指名入札時代から増加し、平均落札率は大きく下がった。落札価格の低下によって、横須賀市は導入前の1997年度に比べ、2000年度には約29億円もの経費削減を実現できた。
地方分権のための活動を推進し、このほか全国市長会行政委員長、全国基地協議会会長、内閣府中央防災会議専門調査会委員、国土交通省中央建設業審議会委員、地方自治経営学会参与などを務めた。2005年に市長を退任した。

## 著書
- 『海が光る街から 市長のティータイム』神奈川新聞社、2003年。
- 『海が光る街から 市長のティータイムⅡ』神奈川新聞社、2005年。